# Susilo Bambang Yudhoyono
Susilo Bambang Yudhoyono (født 9. september 1949 i Pacitan, Jawa Timur, Indonesien) er en indonesisk politiker og tidligere militærgeneral, der var Indonesiens præsident i perioden 20. oktober 2004 til 20. oktober 2014.

## Biografi
Yudhoyono kommer fra en familie af militærfolk og valgte selv en militær karriere. I 1973 blev han uddannet fra den indonesiske militærskole, og blev efterfølgende udstationeret i landets 305. bataljon i Østtimor. Det har været antydet, at han har medvirket til krigsforbrydelser under den indonesiske besættelse af området, men det er aldrig bevist. I 1995-1996 deltog han i FN's fredsbevarende styrker i Bosnien-Hercegovina.
Yudhoyono har flere gange uddannet sig i USA, bl.a. har han studeret ved US Command and General Staff College ved Fort Leavenworth i Kansas. Han har desuden en mastergrad i økonomi og ledelse fra Webster University, Missouri.
Han opgav militærkarrieren i 2000 og blev minister i Abdurrahman Wahids regering; først var han minister for minedrift og energi, senere sikkerhedsminister. Wahid risikerede i 2001 at blive stillet for en rigsret, og bad derfor Yudhoyono om at erklære landet i undtagelsestilstand. Det nægtede Yudhoyono, og måtte derfor forlade regeringen. Efter at Megawati Sukarnoputri blev valgt til præsident i 2002, fik han sin ministerpost tilbage. Han stillede selv op til præsidentvalget i 2004 og blev den første præsident, der blev direkte valgt af vælgerne. Yudhoyono blev genvalgt ved det følgende præsidentvalg i 2009 i første valgrunde med 60,8 % af stemmerne. Indonesiens forfatning tillader højst to embedsperioder for en præsident, hvorfor Yudhoyonos præsidentskab ophørte den 20. oktober 2014.